# Hans Zillmann
Hans Zillmann (* 28. September 1938 in Freystadt in Westpreußen) ist ein deutscher Filmarchitekt und Szenenbildner.

## Leben und Wirken
Hans Zillmann erhielt eine Ausbildung in Grafik, Design, Fotografie sowie in Filmarchitektur und Szenenbild. In den 1960er Jahren war er als Requisiteur tätig und beteiligte sich in dieser Funktion 1968/69 auch am letzten Jerry-Cotton-Kinokrimi Todesschüsse am Broadway. 1969 begann Zillmann als Szenenbildner zu arbeiteten, seine erste Filmarchitektur von Bedeutung lieferte er 1977 zu Hark Bohms Kinoproduktion Moritz, lieber Moritz. Sein erster großer Erfolg war 1979 die ZDF-Jugendserie Timm Thaler.
Es folgten zahllose Film- und Fernsehbauten für Inszenierungen von Regisseuren wie Berengar Pfahl, Sigi Rothemund, Hartmut Griesmayr, Reinhard Hauff, Hermann Leitner, Franz Peter Wirth, Wolfgang Liebeneiner, Karin Brandauer, Oswald Döpke, Rainer Wolffhardt und Arthur Penn (zu dessen zum Teil in Hamburg gedrehten Film Target – Zielscheibe Zillmann die Hamburger Bauten belieferte). Für seine szenenbildnerische Leistung zu dem unter anderem auch in Hamburg entstandenen, britischen Fernseh-Dreiteiler über internationalen Drogenschmuggel, Traffik, erhielt Zillmann 1990 den BAFTA Award.
Knapp 20 Jahre lang hat Zillmann auch zwei Dutzend Tatort-Krimis ausgestattet. Weitere von ihm szenenbildnerisch betreute Fernsehserien sind unter anderem Großstadtrevier, Faust, Detektivbüro Roth, Die Gang, Die Männer vom K3 und Einsatz Hamburg Süd. Zu drei Filmen rund um einen Hamburger Hafenpastor mit Großstadtrevier-Star Jan Fedder lieferte er zuletzt ebenfalls die Filmbauten. 
Mit fast 80 Jahren war Zillmann noch immer als Filmarchitekt aktiv; inzwischen ist er im Ruhestand und lebte zeitweilig in Portugal und jetzt wieder in Lütjensee. Er ist Vater von drei Kindern.

## Filmografie
Als Fernseharchitekt, wenn nicht anders angegeben
- 1974–1975: Motiv Liebe (Serie)
- 1976: Entscheidungen
- 1977: Moritz, lieber Moritz (Kino)
- 1978: Der Diamantencoup (The Squeeze / Tento a vivere) (in Hamburg gedrehter internat. Kinofilm)
- 1979: Geteilte Freude
- 1979: Timm Thaler (Serie)
- 1980–1981: Achtung Zoll! (Serie)
- 1981–1982: Kümo Henriette (Serie)
- 1983: So ein Theater
- 1984: Montagsgeschichten
- 1985: Ein Fall für TKKG (Serie)
- 1985: Zerbrochene Brücken
- 1985: Target – Zielscheibe (Target) (Kinofilm, nur Hamburger Bauten)
- 1986: Detektivbüro Roth (Serie)
- 1987: Taxi nach Kairo
- 1987: Das Viereck
- 1987–1996: Großstadtrevier
- 1988: Umwege nach Venedig
- 1988–1992: Die Männer vom K3 (Serie)
- 1989: Traffik
- 1989: Tatort: Armer Nanosh
- 1990: Marleneken
- 1991: Tatort: Tod eines Mädchens
- 1992: Tatort: Blindekuh
- 1992: Tatort: Experiment
- 1992: Tatort: Stoevers Fall
- 1992: Die Angst wird bleiben
- 1993: Die Umarmung des Wolfes
- 1993: Tatort: Amoklauf
- 1993: Tatort: Um Haus und Hof
- 1994: Tatort: Ein Wodka zuviel
- 1994: Tatort: Singvogel
- 1994–1996: Faust (Serie)
- 1995: Tatort: Tod eines Polizisten
- 1997: Die Gang (Serie)
- 1997–1999: Einsatz Hamburg Süd
- 1998: Tatort: Arme Püppi
- 1998: Tatort: Schüsse auf der Autobahn
- 1999: Tatort: Habgier
- 1999: Tatort: Traumhaus
- 1999: Tatort: Der Duft des Geldes
- 2000: Tatort: Blaues Blut
- 2000: Tatort: Rattenlinie
- 2000: Vor Sonnenuntergang
- 2000: Tatort: Tod vor Scharhörn
- 2001: Tatort: Exil!
- 2001: Tatort: Hasard!
- 2001: Sehnsucht nach Sandin
- 2002: Die Rosenkrieger
- 2002: Herzen in Fesseln
- 2003: Tatort: Harte Hunde
- 2003: Mann gesucht, Liebe gefunden
- 2004: Tatort: Todes-Bande
- 2004: Das Kommando
- 2006: Eine Frage des Gewissens
- 2007: Elvis und der Kommissar (Serie)
- 2008: Tatort: Und tschüss
- 2010: Wie ein Licht in der Nacht
- 2012: Der Hafenpastor
- 2012: Kunduz (Kinofilm)
- 2013: Stiller Abschied
- 2013: Arnes Nachlass
- 2014: Auf der Straße
- 2015: Der Hafenpastor und das graue Kind
- 2016: Der Hafenpastor und das Blaue vom Himmel
- 2016: Die letzte Reise
- 2017: Mario (Kinofilm)